# Лејк Престон (Јужна Дакота)
Лејк Престон (енгл. Lake Preston) град је у америчкој савезној држави Јужна Дакота.

## Демографија
По попису из 2010. године број становника је 599, што је 138 (-18,7%) становника мање него 2000. године.
| Група             | 2000.       | 2010.       |
| Белци             | 722 (98,0%) | 585 (97,7%) |
| Афроамериканци    | 0 (0,0%)    | 0 (0,0%)    |
| Азијати           | 0 (0,0%)    | 1 (0,2%)    |
| Хиспаноамериканци | 7 (0,9%)    | 7 (1,2%)    |
| Укупно            | 737         | 599         |